# Stichting LOUT
De Stichting LOUT is een stichting die goed en creatief gebruik van de Nederlandse taal probeert te bevorderen. 

## Doelen
LOUT staat voor 'Let op uw taal'. Doel van de stichting is: 'bevorderen van een goed en creatief gebruik van het Nederlands'. Elke twee jaar reikt de Stichting LOUT de Groenman-taalprijs uit. Die prijs is bedoeld voor een radio- of televisiepersoonlijkheid in Nederland of Vlaanderen die zich onderscheidt door juist en creatief gebruik van het Nederlands. De Stichting werd in 1979 opgericht met medewerking van het Genootschap Onze Taal. 